# Breviceps adspersus
Breviceps adspersus és una espècie de granota que viu a Angola, Botswana, Moçambic, Namíbia, Sud-àfrica, Eswatini, Zàmbia i Zimbàbue.